# Civilization IV: Warlords
Civilization IV Warlords è la prima espansione del videogioco Civilization IV, quarto capitolo della saga di Civilization, uscita nel 2006 per Microsoft Windows e macOS.

## Novità
Warlords aggiunge molte nuove caratteristiche all'originale. Queste includono:
- Una nuova categoria di Grandi Personaggi chiamata "Grandi Generali".
- La possibilità di istituire stati vassalli.
- Otto nuovi scenari[1].
- Sei nuove civiltà giocabili sia in giocatore singolo che in multiplayer.
- Dieci nuovi leader (includendo nuovi leader per civiltà già presenti).
- Tre nuovi tratti della personalità: carismatico, protettivo e imperialista.
- Edifici unici per ogni civiltà.
- Tre nuove meraviglie.
- Nuove unità, risorse e miglioramenti.
- Modifiche ed integrazioni al gameplay di base.
- Inclusione di tutte le patch distribuite per Civilization IV.
- Nuove tracce audio e musiche provenienti da Civilization III e la sua espansione Conquests.

### Grandi Generali
Il gioco introduce un nuovo tipo di Grandi Personaggi, chiamati Grandi Generali. I Grandi Generali vengono creati solitamente quando l'esperienza totale guadagnata dalle unità militari di una civiltà contro un'altra raggiunge una determinata soglia, piuttosto che dall'ammontare di punti Grande Personaggio generato dalle città. In aggiunta, la civiltà che per prima sviluppa la tecnologia Fascismo riceve un Grande Generale. Possono essere usati come normali Grandi Personaggi: fondersi con una città come Istruttore Militare, che dà +2 punti esperienza a tutte le unità create nella città stessa, o per creare un'Accademia Militare, che potenzia perennemente del 50% la produzione delle unità militari. Il Grande Generale può anche essere unito ad un'unità militare creando così un esercito guidato dal Generale, che condivide 20 punti esperienza con tutte le unità sulla stessa casella e dando all'unità potenziata aggiornamenti gratuiti ed promozioni uniche. In tutte le partite normali ed in molti scenari, se una di queste unità viene distrutta è persa per sempre. Tuttavia, negli scenari di Alessandro Magno e Gengis Khan, le unità Grande Generale (che portano i nomi dei rispettivi scenari) anche se vengono perse, verranno ricreate automaticamente nella capitale della civiltà dopo diversi turni.

### Gli Stati Vassalli
Nel Medioevo viene largamente utilizzata una nuova forma di governo: il feudalesimo.
Nel feudalesimo un uomo fidato (vassallo) riceve dal signore (un re o un governatore) un territorio da governare in cambio della sua assoluta fedeltà al signore.
In Warlords, uno stato vassallo è uno stato il quale diventa servo di un altro in cambio di protezione.
Il Signore (lo stato sovrano) può transitare sul territorio del vassallo, usufruire delle sue risorse, ottenere tributi, averlo come alleato in guerra ecc. ecc.
Vi sono 2 tipi d'accordo di vassallaggio: il primo, ottenibile in tempo di pace, è annullabile dopo 10 turni; il secondo, detto capitolazione è ottenibile, da una civiltà con cui si è in guerra e dura fino all'eventuale scoppio di guerra fra Signore e vassallo o fino a quando il vassallo non ottiene un territorio pari alla metà di quello del Signore.

### Edifici unici
Per rendere le civiltà più differenziate, a ciascuna di esse è stata aggiunta la possibilità di costruire edifici unici (ad es.: Romani-Foro; Celti-Dun; Inglesi-Borsa; ecc.).

## Nuovi contenuti

### Cambiamenti
Tra le nuove civiltà figurano i Cartaginesi, i Celti, i Coreani, gli Ottomani, i Vichinghi e gli Zulu. Sono inoltre stati aggiunti 4 nuovi leader alle civiltà preesistenti, e i tratti di molti leader precedenti sono stati modificati.
Due nuovi edifici, tre nuove unità e tre nuove meraviglie del mondo sono state aggiunte. Ogni civiltà ha il suo edificio unico, il quale rimpiazza un edificio standard e dà maggiori benefici dello stesso.
| Civiltà     | Unità unica         | Edificio unico            | Leader                                                     | Capitale     |
| Americana   | Navy SEAL           | Centro commerciale        | George Washington, Franklin Roosevelt                      | Washington   |
| Araba       | Arciere su cammello | Madrassa                  | Saladino                                                   | La Mecca     |
| Azteca      | Guerriero giaguaro  | Altare sacrificale        | Montezuma                                                  | Tenochtitlán |
| Cartaginese | Cavalleria numida   | Bacino Portuale           | Annibale Barca                                             | Cartagine    |
| Celtica     | Spadaccino gallico  | Dun                       | Brenno                                                     | Bibracte     |
| Cinese      | Balestra di Zhuge   | Pavilion                  | Qin Shi Huang, Mao Zedong, Taizong (nella versione cinese) | Pechino      |
| Egiziani    | Carro da guerra     | Obelisco                  | Hatshepsut, Ramses II                                      | Tebe         |
| Inglese     | Giubba Rossa        | Borsa                     | Elisabetta I, Vittoria, Winston Churchill                  | Londra       |
| Francese    | Moschettiere        | Salone                    | Luigi XIV, Napoleone Bonaparte                             | Parigi       |
| Tedesca     | Panzer              | Impianto d'assemblaggio   | Federico il Grande, Otto von Bismarck                      | Berlino      |
| Greca       | Falange macedone    | Odeon                     | Alessandro Magno                                           | Atene        |
| Inca        | Quechua             | Terrazzamento             | Huayna Cápac                                               | Cuzco        |
| Indiana     | Lavoratore veloce   | Mausoleo                  | Asoka, Mohandas Gandhi                                     | Delhi        |
| Giapponese  | Samurai             | Impianto di fabbricazione | Tokugawa Ieyasu                                            | Kyoto        |
| Coreana     | Carro lanciarazzi   | Scuola confuciana         | Wang Kon                                                   | Seul         |
| Malinese    | Schermagliatore     | Zecca                     | Mansa Musa                                                 | Timbuktu     |
| Mongola     | Keshik              | Ger                       | Gengis Khan, Kublai Khan                                   | Karakorum    |
| Ottomana    | Giannizzero         | Hammam                    | Maometto II                                                | Istanbul     |
| Persiana    | Immortali           | Speziale                  | Ciro                                                       | Persepoli    |
| Romana      | Praetoriano         | Foro                      | Giulio Cesare, Cesare Augusto                              | Roma         |
| Russa       | Cosacco             | Istituto di ricerca       | Pietro I, Caterina la Grande, Stalin                       | Mosca        |
| Spagnola    | Conquistador        | Cittadella                | Isabella                                                   | Madrid       |
| Vichinga    | Berserkr            | Scalo                     | Ragnar Lodbrok                                             | Nidaros      |
| Zulu        | Impi                | Ikhanda                   | Shaka                                                      | Ulundi       |

### Scenari
- Guerra del Peloponneso: Dopo aver respinto l'invasione persiana nel 480 a.C., le tensioni tra Atene e Sparta portarono le due città a competere per il controllo del mondo greco nel 444 a.C. Gli Ateniesi iniziano con una forte economia e controllo dei mari. Gli Spartani avevano pochi possedimenti oltremare ma un potente esercito di terra. Entrambe le città avevano molte città stato alleate, rappresentate nel gioco come stati vassalli.
- Unificazione cinese: Questo scenario mette il giocatore a capo di un regno per cercare di sconfiggere i sei regni rivali del periodo del conflitto per ottenere il controllo della Cina. Le linee di sangue rimpiazzano le religioni come misura d'influenza che può essere diffusa tramite emissari nello stesso modo dei missionari nelle partite standard. Una meraviglia "Concilio dell'Imperatore" permette una vittoria diplomatica (simile a quella dell'ONU nella partita standard) come alternativa alla conquista territoriale.